# أنت وطني (مسلسل)
أنت وطني (بالتركية: Vatanım Sensin)‏ هو مسلسل تركي درامي تاريخي اُنتج عام 2016، من بطولة خالد أرغنج، بيرغوزار كوريل وأونور صايلاك. عُرض على قناة كانال دي التركية في 27 نوفمبر 2016 وانتهى في 7 يونيو 2018. يتألف الموسم الأول من 31 حلقة انتهى العمل منه في 8 يونيو 2017، أما الموسم الثاني فبدأ في 2 نوفمبر 2017 وانتهى المسلسل في 7 يونيو 2018. يعرض العمل قصصاً لأشخاص تضرروا من الحروب ما أدى بهم إلى مواجهة تحديات صعبة بينما يعيشون صراعاً داخلياً للاختيار بين حياتهم وبين حبهم لوطنهم.

## القصة
يعرض المسلسل أحداث احتلال مدينة إزمير التركية وحرب البلقان الأولى التي وقعت في الفترة من عام 1912 وحتى عام 1913 من وجهة نظر القائد العسكري جودت وزوجته الجميلة عزيزة.
تدور أحداث المسلسل حول جندي عثماني خانه الجيش العثماني فأصبح يعمل مع مصطفى كمال لتحرير وطنه من اليونانيين حيث يكون يعمل جندي برتبة جنيرال في الجيش اليوناني فيوصل اخبار وخطط الجيش اليوناني إلى المقاومة التركية.

## طاقم التمثيل
- خالد أرغنج (بدور جودت) (هاليت)
- بيرغوزار كوريل (بدور عزيزة)
- أونور صايلاك (بدور توفيق)
- كوبيلاي أكا (بدور علي كمال)
- بينار دينيز (بدور يلديز)
- ميراي دانر (بدور هلال)
- بوران كوزوم (بدور ليون)
- شيبنام (بدور افتاليا)
- اوكان (بدور شارلز هاملتون )
- سنان كارا (بدور فيرونكا) & وزوجها الحقيقي سرحات (بدور مساعد رئيس الوزراء كوستا)
- باكي (بدور فاصيلي)
- فاتح أرتمان (بدور يعقوب)
- جليله (بدور هاسيبا اني)
- ليفانت جان (بدوره فليبوس)
- بيركر (بدور اليكسي)

## روابط خارجية
- أنت وطني على موقع IMDb (الإنجليزية)
- أنت وطني على موقع فيلمافينيتي (الإسبانية)
- أنت وطني على موقع كينوبويسك (الروسية)
- أنت وطني على موقع قاعدة بيانات الفيلم (الإنجليزية)